# Schloss Birlinghoven

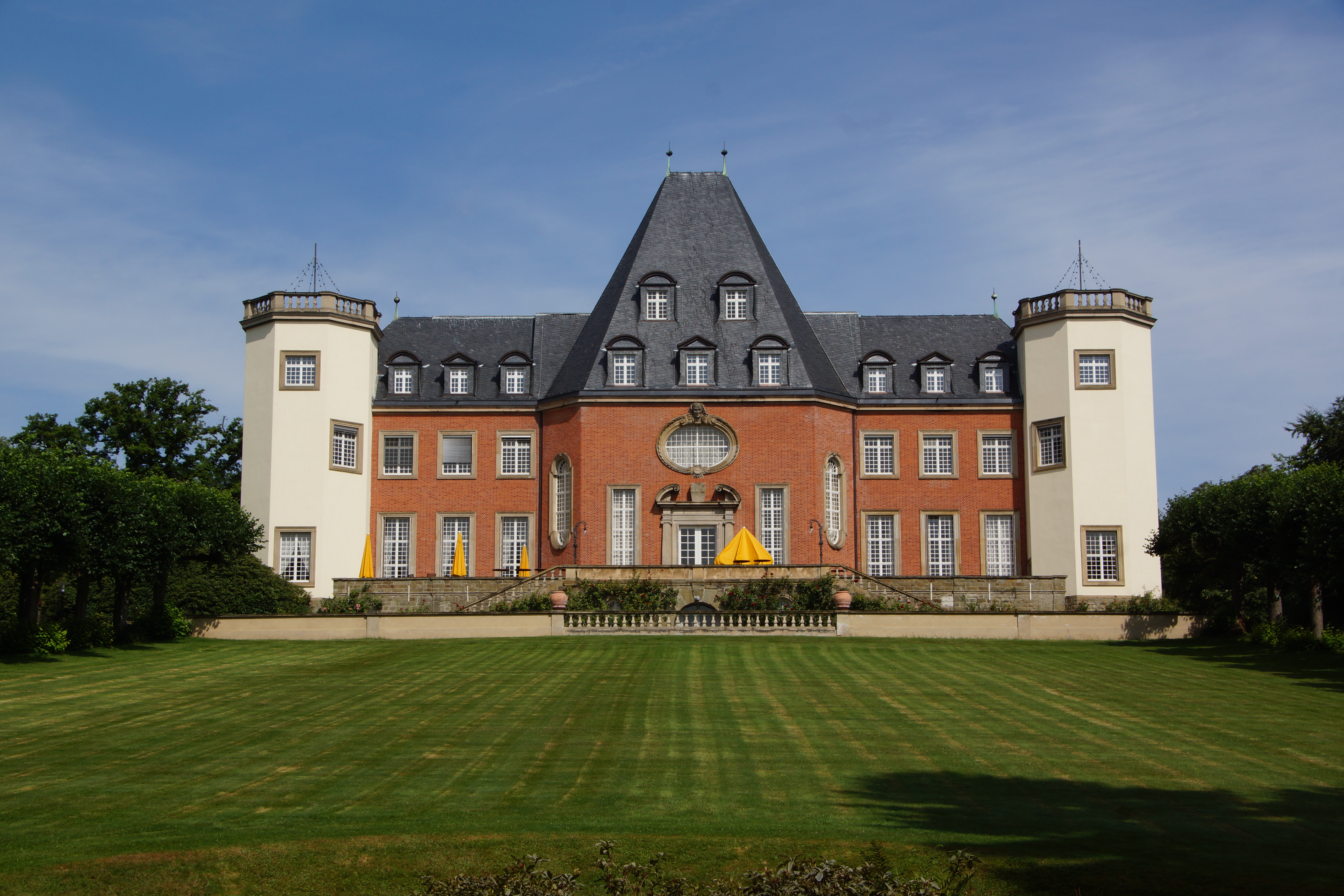
Schloss Birlinghoven (2014)

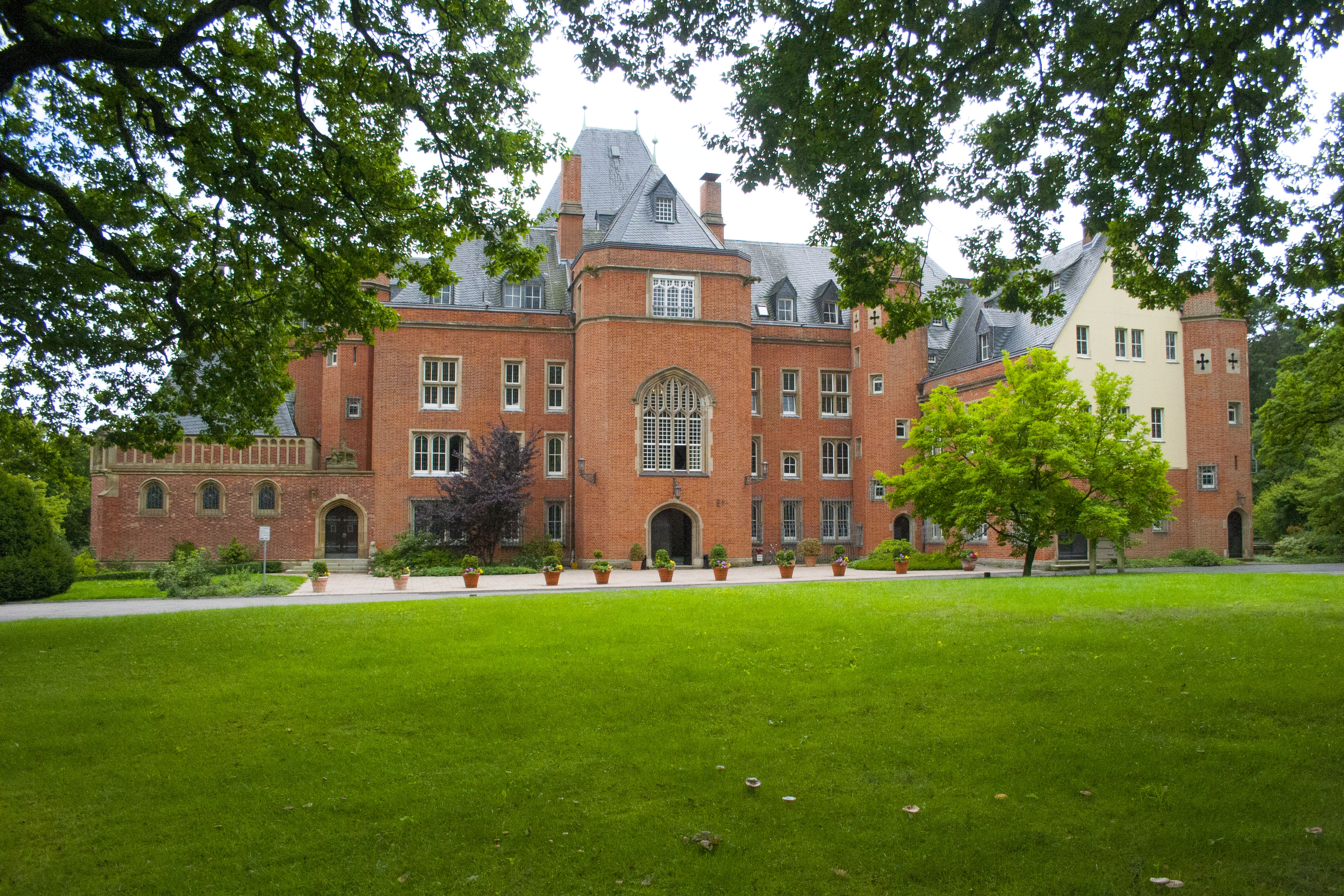
Schloss Birlinghoven (2013)

Schloss Birlinghoven ist eine schlossartige Villa in Sankt Augustin, einer Stadt im Rhein-Sieg-Kreis in Nordrhein-Westfalen, die von 1901 bis 1903 errichtet wurde.

## Lage
Schloss Birlinghoven liegt inmitten des Birlinghovener Waldes auf einem Höhenzug des Pleiser Hügellandes oberhalb und einen Kilometer westlich des Sankt Augustiner Ortsteils Birlinghoven, zu dessen Gemarkung es gehört, sowie etwa 500 Meter nördlich des Bonner Ortsteils Hoholz (Stadtbezirk Beuel) auf 147 m ü. NHN.

## Geschichte
Schloss Birlinghoven entstand oberhalb der alten Burg Birlinghoven nach einem Entwurf des Architekten Edwin Crones (1874–1917) für die Unternehmerfamilie Rautenstrauch. 1900 hatte der Bauherr des Schlosses, Theodor Damian Rautenstrauch (1873–1907), Sohn der Museumstifterin Adele Rautenstrauch, das Gelände mit einem ein Hektar großen Waldgebiet erworben. Zunächst nahm er die Anlage eines Landschaftsparks unter Einbeziehung des Waldgebiets und Pleisbachs in Angriff, mit dessen Gestaltung er den Gartenarchitekten Rudolf Rausch (1876–1947) beauftragte. Bis 1904 war dieser in weiten Teilen fertiggestellt, bis 1910 wurden die Arbeiten abgeschlossen. Teile der Parkanlage wurden später bebaut.
1916 kaufte der Kölner Bankier Louis Hagen das Schloss; nach seinem Tode 1932 ging es an die beiden Töchter Elisabeth von Wrede und Maria von Dobeneck, spätere Gräfin Strachwitz, über. Deren Tochter Lisa von Dobeneck heiratete 1930 den deutschen Tennismeister Gottfried von Cramm; kurz vor der Hochzeit wurden die Tennisplätze unterhalb des Schlosses angelegt.
Im und nach dem Zweiten Weltkrieg war das Schloss vom Militär beschlagnahmt – im August 1943 als Ausweichquartier zur Unterbringung der zuvor in Köln-Nippes beheimateten Heeresentlassungsstelle 5 des Wehrkreises VI Münster i. Westf. –, für die britische Besatzungsmacht wurde es zur Erholungsstätte für Familien britischer Stabsoffiziere umgebaut. Nach 1949 präferierte der britische Hochkommissar Robertson Schloss Birlinghoven als seine persönliche Residenz, nach einer entsprechenden Besichtigung entschied man sich aufgrund der zu erwartenden Umbaukosten aber für einen Verbleib im Schloss Röttgen. 1959 errichtete die Deutsche Shell AG auf dem Gelände ihr Institut für Grundlagenforschung. Seit 1968 ist das Schloss im Besitz der Bundesrepublik Deutschland und beherbergt Forschungsinstitute; zunächst war dort das GMD-Forschungszentrum Informationstechnik ansässig, welches im Jahre 2001 in der Fraunhofer-Gesellschaft aufging.

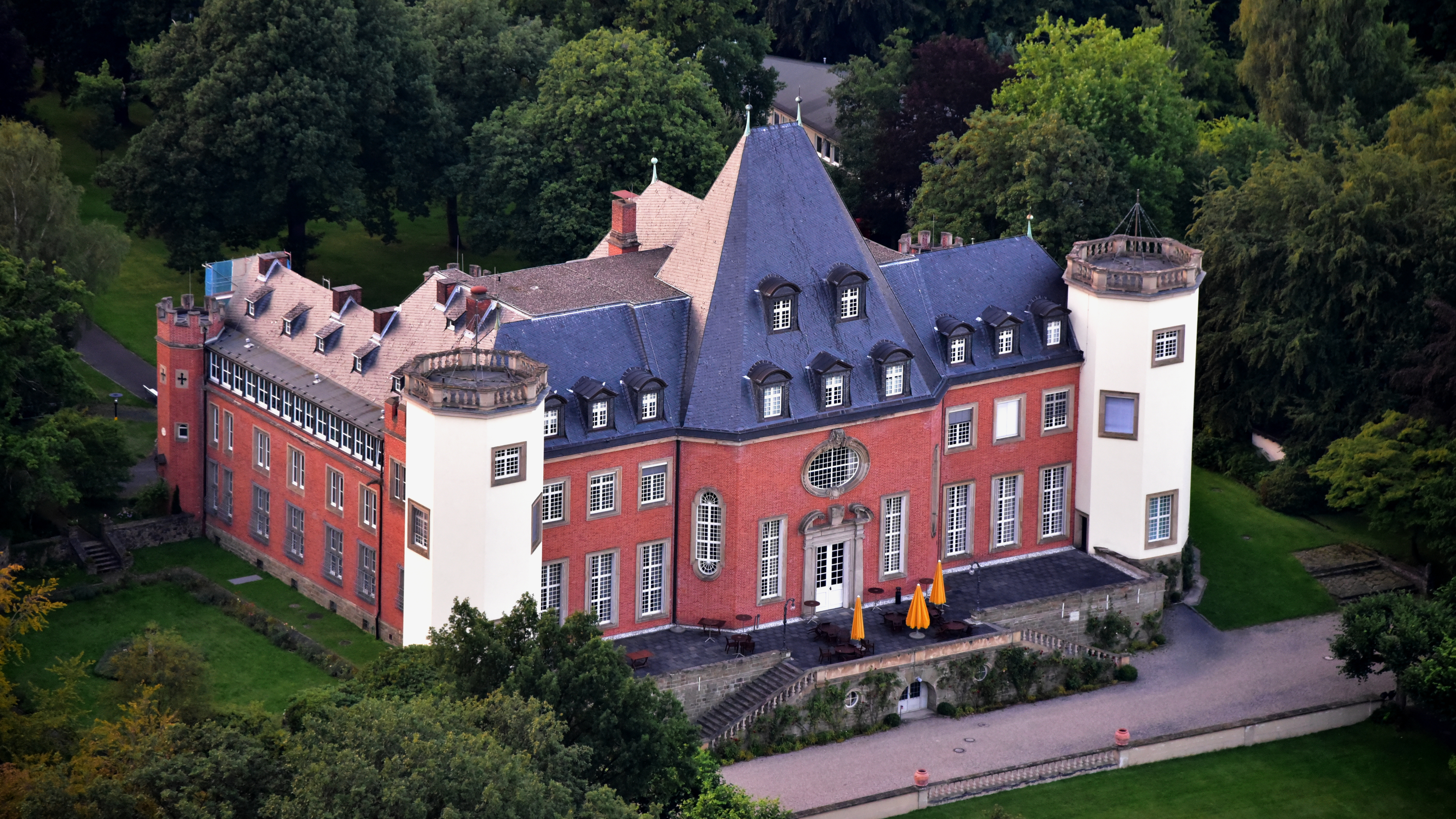
Luftaufnahme (2016)

## Institute
Zum Institutszentrum Schloss Birlinghoven gehören die Institute:
- Fraunhofer-Institut für Algorithmen und Wissenschaftliches Rechnen (SCAI)
- Fraunhofer-Institut für Angewandte Informationstechnik (FIT)
- Fraunhofer-Institut für Intelligente Analyse- und Informationssysteme (IAIS)

Außerdem befinden sich auf dem Campus Außenstellen der Institute:
- Fraunhofer-Institut für Sichere Informationstechnologie (SIT), Darmstadt, Bereich „Anwendungs- und Prozesssicherheit“.

## Zugang und öffentliche Nutzung
Der Zugang zum Institutszentrum Schloss Birlinghoven wird durch eine Pforte kontrolliert und ist generell nur Mitarbeitern und dienstlichen Besuchern gestattet.
Es gibt zwei Ausnahmen:
- Der Männerchor Birlinghoven gibt seit 1973 jedes Jahr im Mai ein Konzert im großen Saal des Schlosses.[7]
- Das Standesamt Sankt Augustin führt an einigen Tagen im Jahr im Schloss Trauungen durch.[8]